# Barbacoll coll-roig
El barbacoll coll-roig (Malacoptila rufa) és una espècie d'ocell de la família dels bucònids (Bucconidae) que habita la selva humida del nord-est del Perú, oest del Brasil i nord-est de Bolívia.